# Операција Повратак
Операција Повратак представља акцију СР Југославије против УЧПМБ током сукоба на југу Србије. Завршила се поновним преузимањем контроле над Зоном безбедности на српско-косовској граници.

## Ток операције

### Повратак југословенске војске у Сектор Ц – Исток
У 06:30, 14. марта 2001. године, започео је повратак Заједничких безбедносних снага у Копнену зону безбедности, сектор Ц (Исток), са спољне линије ове зоне. Југословенске снаге распоређене су западно, са линије Прешево–Миратовац, у три правца: ка селима Миратовац, Норча и Трнава. Операцијом је руководио генерал-потпуковник Нинослав Крстић. Повратку су присуствовали начелник Генералштаба Војске Југославије генерал-потпуковник Небојша Павковић, командант Треће армије генерал-потпуковник Владимир Лазаревић, командант Приштинског корпуса генерал-мајор Радојко Стефановић, генерал Обрад Стевановић и неколико других официра Војске Југославије. Повратак је пратио председник Координационог тела СРЈ за јужну Србију Небојша Човић, као и чланови тела Мица Марковић и Милован Чогурић. Улазак у сектор Ц, на троуглу граница Србије, Македоније и Косова, прошао је без инцидената.
Већ у 07:20, Небојша Павковић је обавестио председника СРЈ Војислава Коштуницу да се операција одвија успешно. На терену није било мина, нити су примећене наоружане групе албанских побуњеника. На небу изнад Македоније уочено је неколико КФОР-ових хеликоптера типа „Кобра“, који су надгледали операцију. У Сектору Ц – Исток, прве јединице које су ушле биле су инжењерске јединице, са задатком да испитају цео терен и уклоне опасност од мина. Убрзо након њих у зону су ушли и остали припадници војске, које су предводили генерал Павковић и други команданти. Када је Павковић ушао у део сектора Ц, потпуковник Дејвид Олвеин, војни аташе Амбасаде САД, пратио је догађаје са великом пажњом, али је био веома изненађен када је добио информацију да је уместо планираних 10 сати, положаје заузето за само 2 сата.

### Повратак југословенске војске у сектор Ц – запад и сектор А
Након уласка у источни део сектора Ц, 22. марта 2001. године, команда КФОР-а на челу са генералом Кабигосзуом, на састанку са југословенским представницима у Мердару, одобрила је улазак Војске Југославије у западни део сектора Ц (дуж границе Црне Горе и Косова) и у сектор А (до граничне линије са општином Медвеђа). Повратак у ове делове Копнене зоне безбедности, који је спровела Друга армија ВЈ, започео је у 07:00, 25. марта. Према речима пуковника Радосава Михаиловића, операција на терену спроведена је без инцидената и у складу са предвиђеним планом, уз присуство чланова Координационог тела, представника КФОР-а и посматрача ЕУ. Овом операцијом обновљен је државни суверенитет СРЈ над пограничним појасом општина: Плав, Беране, Рожаје, Тутин, Нови Пазар, Рашка, Брус и Куршумлија. Укупна дужина западног дела сектора Ц и сектора А износила је 263 км, а ширина 5 км, односно укупно око 1300 км2.

### Повратак југословенске војске у Сектор Д
Припреме Војске Југославије за улазак у Сектор Д Копнене зоне безбедности (гранични регион општине Медвеђа) почеле су након састанка генерала Нинослава Крстића са представником КФОР-а у Мердару, код Куршумлије, 2. априла 2001. Споразум о уласку у сектор Д потписан је у Мердару 12. априла од стране Нинослава Крстића и Небојше Човића, као и представника КФОР-а. Раније су албански побуњеници напали полицијске положаје у селу Маровац, општина Медвеђа, са две минобацачке гранате, и напали припаднике локалне полиције у Белом Камену, такође у Медвеђи. Управо у тим подручјима су се налазили представници Координационог тела који су се припремали за заузимање сектора Д. Након припрема, југословенске снаге су са спољне линије сектора Д кренуле са полазних положаја и ушле у зону рано ујутру 14. априла.
Операцију су пратили тимови КФОР-а, посматрачи ЕУ и бројни новинари. Након успешно спроведене операције без сукоба, генерал Нинослав Крстић је похвалио припаднике Оперативне групе Југ, а посебно јединицу борбене групе полиције која је заузела подручје Равна Бања – сектор Д. Ситуација у овом сектору након уласка Југословенске војске остала је стабилна и није било провокација од стране албанских побуњеника.

### Повратак Југословенске војске у сектор Б
Команданти ОВПМБ Шефкет Муслију, Ридван Ћазими и Мустафа Шаћири потписали су 21. маја у Кончулу споразум о демобилизацији и демилитаризацији ОВПМБ, чиме је загарантован безбедан и миран улазак Југословенске војске у сектор Б КЗБ-а. Према договореном распореду: зона Б Југ до 22. маја, зона Б Центар до 31. маја, док зона Б Север није била под контролом побуњеника. Споразум је потписан у присуству Шона Саливана, шефа НАТО канцеларије за Југославију. Истог дана, командант Заједничких безбедносних снага, генерал Нинослав Крстић, састао се са командантом КФОР-а у Мердару, где је потписан документ о повратку ВЈ у сектор Б. У ту сврху ангажоване су нове специјалне антитерористичке и противдесантне јединице Заједничких безбедносних снага.
Акција је спроведена у координацији са КФОР-ом и до 24. маја војска је заузела 90% зона Б Југ и Б Север без отпора побуњеника. Операција је настављена разминирањем и запленом оружја, муниције и војне опреме. Током заузимања северне зоне сектора Б, 24. маја, у окршају између ВЈ и ОВПМБ, у области брда Гури Гат (Црни камен) код Великог Трновца, убијен је побуњенички командант Ридван Ћазими. Сукоб је трајао од 11:30 до 15:00 часова. Ћазими је био у притвору са још тројицом побуњеника, а када је устао и кренуо ка свом џипу, погођен је у главу. Касније је утврђено да је убијен снајпером.
После Ћазимијеве смрти, појавиле су се разне приче у јужној Србији – од убиства од стране фракција у ОВПМБ ради поделе преосталог плена, до наводног бекства на Косово, а потом у Албанију. На конференцији за медије, Небојша Човић је демантовао информације да је Ћазими био са Шоном Саливаном у тренутку погибије и отклонио сумње у вези са његовом судбином, истичући да је убијен у сукобу са српским снагама безбедности. Такође је похвалио начин на који су зоне Б Југ и Б Север заузете, додајући да војска неће ући у зону Б Центар, где је највећа концентрација побуњеника, пре 31. маја.
Југословенска војска је последњу операцију у оквиру заузимања КЗБ извела 31. маја, уласком у зону Б Центар. Повратком јединица Југословенске војске у централни део сектора поново је успостављен суверенитет СРЈ над овом територијом, а читава акција је завршена до 12:00 часова, када су српске снаге безбедности ушле на административну линију са Косовом. Током операције није било сукоба или провокација од стране побуњеника или албанских цивила.
Након уласка у село Добросин, центар побуњеника, полиција је извршила увиђај у 14 напуштених смештајних објеката. У присуству председника месне заједнице Добросин, Решата Салихија, пронађене су 2 противпешадијске мине, униформе и војна опрема, три радио станице, 100 медицинских артикала и други материјал. Током распоређивања Југословенске војске дуж леве границе централног дела сектора Б, на Високом Билу, наредник Братислав Милинковић (1957), припадник 63. падобранске бригаде из Ниша, наишао је на противнападну мину и задобио тешке повреде леве ноге. Пребачен је у војну болницу у Бујановцу, а затим на даље лечење у Ниш. Уласком Заједничких безбедносних снага у зону Б Центар, Операција „Повратак“ је завршена, а контрола над читавом Копненом зоном безбедности је поново успостављена, чиме су окончани сукоби на југу Србије.

## Након операције
До краја маја 2001, цела Зона безбедности враћена је под контролу СРЈ. Полицијске и војне снаге откриле су мине, радио-опрему и медицински материјал у селу Добросин. Један војник, Балтик Милниковић, погинуо је 31. маја приликом демонтаже мина.